# 진화의학
진화의학(進化醫學)은 진화론을 근거로 하여 질병의 매커니즘을 이해하고 효과적인 치료를 설계하는 학문이다. 찰스 다윈의 진화론에서 관점을 취하기에 다윈 의학이라고도 불린다. 진화의학은 진화의 관점에서 질병의 원인들을 재분석하고 적응과 조화의 치유법을 모색하자는 취지로 1990년대 초에 새롭게 등장한 의학 분야이다. 인류 진화역사를 통해 다양한 신체반응을 이해함으로써 보다 효율적이고 의미있는 치료를 하려는 입장을 취한다. 현대의학의 대체라기보다는 보완적인 접근 방법 중 하나로 볼 수 있다. 일부 진화의학자들은 진화생물학이 단순히 의과대에서 선택 교과로 취급되어서는 안되며 기본적인 의과대 수업 중 하나로서 진행되어야한다고 주장한다. 진화의학의 주요 연구자들로는, 랜돌프 네스(Randolph Nesse), 조지 윌리엄스(George C. Williams), 폴 이월드(Paul Ewald), 제임스 멕케나에가 있다.

## 등장 배경

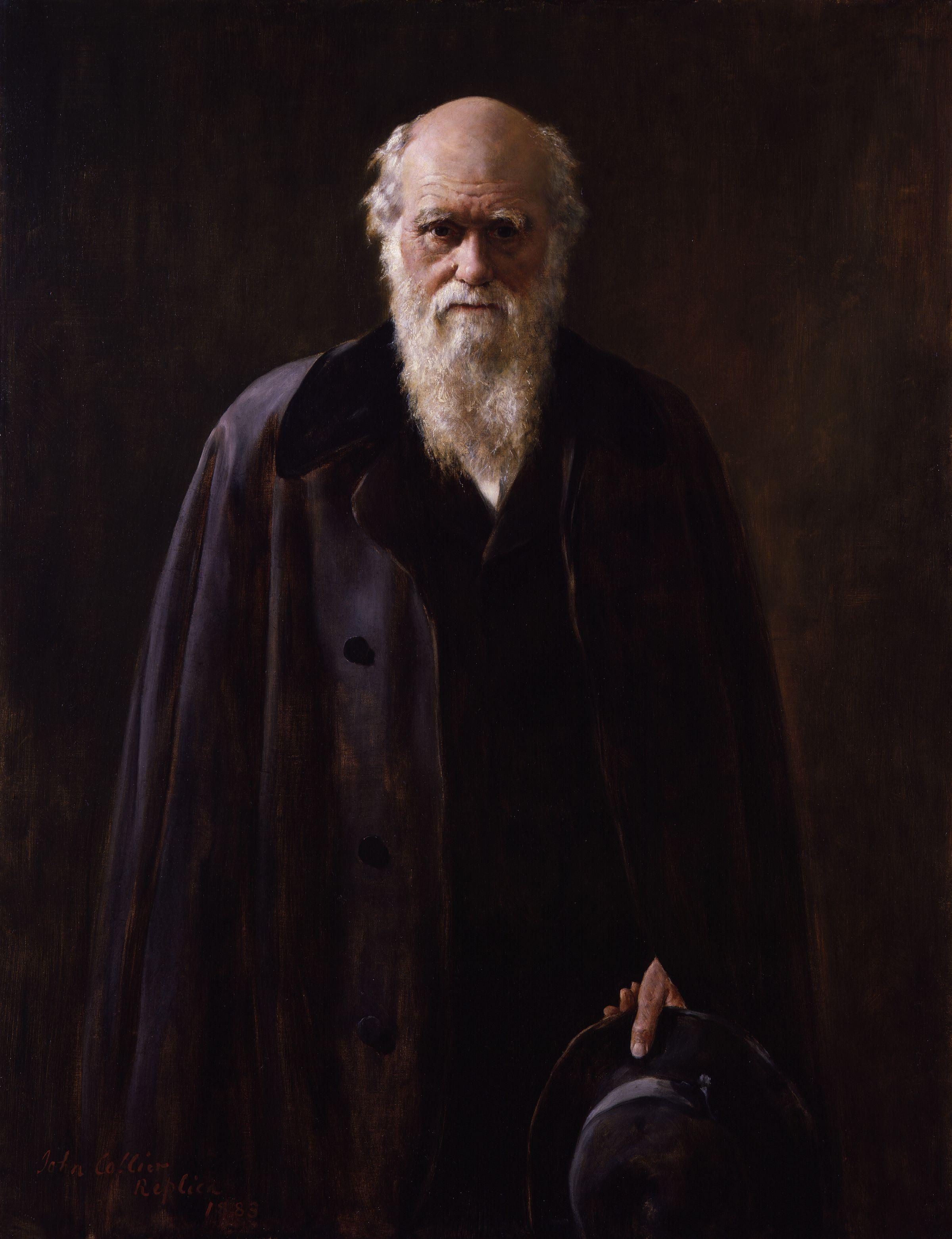
찰스 다윈

생물학은 다윈의 진화 이론 위에 세워진 학문이다. 생물학과 가장 가까운 학문인 의학에서는, 우리가 어떻게 병에 걸리는지, 즉 환자의 신체 매커니즘에 무엇이 잘못되었는지와 같은 근인(近因)에 대해서는 많은 지식을 축적했다. 그러나 질병의 원인(遠因)인 인간이라는 종이 왜 특정한 질병들에 취약하게끔 진화하게 되었는가에 대한 부분에 대한 고민은 부족했다. 이 원인(遠因)에 대해 다윈의 진화론에 근거하여 고찰하고자 하는 입장에서 다윈의학은 탄생되었다.

## 같이 보기
- 진화심리학
- 보편적 다윈이론